# Уистла (муниципалитет)
Уистла (исп. Huixtla) — муниципалитет в Мексике, штат Чьяпас, с административным центром в одноимённом городе. Численность населения, по данным переписи 2020 года, составила 53 242 человека.

## Общие сведения
Название Huixtla с ацтекского языка можно перевести как — тернистое место.
Площадь муниципалитета равна 396,1 км², что составляет 0,5 % от площади штата, а наиболее высоко расположенное поселение Лома-Бонита, находится на высоте 1395 метров.
Он граничит с другими муниципалитетами Чьяпаса: на севере с Эскуинтлой и Мотосинтлой, на востоке с Тусантаном, на юго-востоке с Уэуэтаном и Масатаном, на западе с Вилья-Комальтитланом, а на юго-западе омывается водами Тихого океана.

## Учреждение и состав
Муниципалитет был образован в 1915 году, по данным 2020 года в его состав входит 191 населённый пункт, самые крупные из которых:
| Код INEGI                  | Населённый пункт                                                               | Численность населения (2005 год) | Численность населения (2010 год) | Численность населения (2020 год) |
| -------------------------- | ------------------------------------------------------------------------------ | -------------------------------- | -------------------------------- | -------------------------------- |
| 040                        | Всего                                                                          | 47953                            | 51359                            | 53242                            |
| 0001                       | Уистла (исп. Huixtla) 15°08′18″ с. ш. 92°27′57″ з. д. (административный центр) | 30407                            | 32033                            | 32109                            |
| 0038                       | Франсиско-Мадеро (исп. Francisco I. Madero) 15°04′14″ с. ш. 92°32′42″ з. д.    | 1546                             | 1804                             | 1975                             |
| 0026                       | Кантон-лас-Делисьяс (исп. Cantón las Delicias) 15°06′09″ с. ш. 92°30′00″ з. д. | 943                              | 1062                             | 1514                             |
| 0132                       | Колония-Обрера (исп. Colonia Obrera) 15°05′53″ с. ш. 92°29′54″ з. д.           | 1573                             | 1427                             | 1404                             |
| 0081                       | Кантон-Ранчо-Нуэво (исп. Cantón Rancho Nuevo) 15°04′05″ с. ш. 92°31′34″ з. д.  | 849                              | 1123                             | 1334                             |
| 0004                       | Акилес-Сердан (исп. Aquiles Serdán) 15°09′29″ с. ш. 92°28′33″ з. д.            | 851                              | 996                              | 1158                             |
| 0073                       | Кантон-Плая-Гранде (исп. Cantón Playa Grande) 15°06′53″ с. ш. 92°31′03″ з. д.  | 800                              | 736                              | 1131                             |
| 0005                       | Эль-Ареналь (исп. El Arenal) 15°04′58″ с. ш. 92°29′12″ з. д.                   | 647                              | 860                              | 1049                             |
| —                          | Прочие                                                                         | 10337                            | 11318                            | 11568                            |
| Названия на карте Генштаба |                                                                                |                                  |                                  |                                  |

## Экономическая деятельность
По статистическим данным 2000 года, работоспособное население занято по секторам экономики в следующих пропорциях:
- сельское хозяйство и животноводство — 28,8 %;
- промышленность и строительство — 17,5 %;
- торговля, сферы услуг и туризма — 51,8 %;
- безработные — 1,9 %.

### Сельское хозяйство
Основные выращиваемые культуры: кукуруза, бобы, кунжут, кофе, сахарный тростник, табак и бананы.

### Животноводство
В муниципалитете разводится крупный рогатый скот, свиньи и домашняя птица.

### Пчеловодство
В муниципалитете собирается до 21 тонны мёда в год.

### Лесозаготовка
В небольших объёмах производится заготовка древесины испанского кедра.

### Промышленность
В муниципалитете работает завод по переработке сахарного тростника, выпускающий около 25 000 тонн сахара в год.

### Туризм
В муниципалитете туристы могут отдохнуть на пляжах Тихого океана, побывать на раскопках древних поселений.

### Торговля
В муниципалитете расположен ряд коммерческих учреждений, занимающихся реализацией продуктов питания, одежды, инструментов и строительных материалов.

### Услуги
В муниципалитете можно получить услуги гостиниц, ресторанов и банков.

## Инфраструктура
По статистическим данным 2020 года, инфраструктура развита следующим образом:
- электрификация: 98,6 %;
- водоснабжение: 70,5 %;
- водоотведение: 96,7 %.